# Лі Шанфу
Лі Шанфу (кит. трад. 李尚福, спр. 李尚福; нар. лютий 1958, Ченду, провінція Сичуань) — політичний діяч КНР, міністр оборони, аерокосмічний інженер та генерал Народно-визвольної армії Китаю,  державний радник Китайської Народної Республіки.
Раніше обіймав посади заступника командувача Силами стратегічної підтримки НВАК та заступника командувача  Головним управлінням озброєнь НВАК. Пропрацював 31 рік у Центрі запуску супутників Січан, у тому числі 10 років як його директор. Пізніше з 2017 по 2022 рік обіймав посаду начальника відділу розвитку техніки Центральної військової ради.

## Біографія
Народився в лютому 1958 року в Ченду, провінція Сичуань, його отчий дім знаходиться в повіті Сінго, провінція Цзянсі. Він син Лі Шаочжу (李绍珠), ветерана Червоної армії та колишнього високопоставленого офіцера Залізничних військ НВАК. Лі Шанфу приєднався до НВАК, коли вступив до Національного університету обороних технологій у 1978 році. Після його закінчення в 1982 році він почав працювати техніком в Центрі запуску супутників Січан.

## Кар'єра
У грудні 2003 року у 45-річному віці був призначений директором (командувачем) центру. У липні 2006 року отримав звання генерал-майора. У серпні 2016 року йому було надано звання генерал-лейтенанта. У липні 2019 року йому було надано звання генерала. За десять років роботи директором центру Січан Лі керував кількома запусками ракет, у тому числі запуском місячного зонда Чан'е-2 у жовтні 2010 року.
Після 31 року роботи в Січані Лі був призначений начальником штабу Головного управління озброєнь НВАК у 2013 році, замінивши генерал-майора Шан Хуна. За рік його зробили заступником директора ГАД.
У 2016 році Лі був призначений заступником командувача новостворених Сил стратегічної підтримки НВАК, які відповідають за кіберпростір, космос та інші високотехнологічні бойові дії. У тому року йому було присвоєно звання генерал-лейтенанта. У вересні 2017 року Лі був призначений директором відділу розробки обладнання Центральної військової комісії, наступника відділу GAD, замінивши генерала Чжан Юся.
У жовтні 2017 року Лі був обраний членом ЦК Комуністичної партії Китаю 19-го скликання.
20 вересня 2018 року Лі Шанфу разом із Департаментом розробки обладнання потрапили під санкції уряду США за «участь у значних угодах з особами», які підпадають під санкції відповідно до CAATSA, а саме за угоди, пов'язані з «передачею Росією Китаю бойових літаків Су-35 та обладнання, пов'язане з зенітно-ракетним комплексом С-400».
У жовтні 2022 року обраний членом 20-ї Центральної військової ради Комуністичної партії Китаю. Він посів перше місце серед членів Центральної військової комісії.
18 січня 2023 року Лі Шанфу взяв участь у церемонії підвищення по службі Центральної військової ради і 12 березня того ж року був призначений державним радником і міністром національної оборони, змінивши на цій посаді Вей Фенхе.
Через покупки для потреб КНР російської зброї — винищувачів Су-35 та комплексів С-400 перебуває під персональними американськими санкціями.
24 жовтня 2023 року китайські державні ЗМІ повідомили про звільнення Лі Шанфу з посади міністра.

## Родина
- Батько Лі Шаочжу, червоноармієць, колишній заступник командувача Південно-Західного командування Залізничного корпусу Народно-визвольної армії Китаю[14].